# Санта Марија (Пескара)
Санта Марија (итал. Santa Maria) је насеље у Италији у округу Пескара, региону Абруцо.
Према процени из 2011. у насељу је живело 65 становника. Насеље се налази на надморској висини од 912 м.